# Winfried Schwamborn
Winfried Schwamborn (* 1949) ist ein deutscher Autor.

## Leben
Er studierte in Köln Geschichte und Germanistik. Selbst ein anerkannter Kriegsdienstverweigerer, leitete er die Arbeitsgemeinschaft „Kriegsdienstverweigerer“ im Republikanischen Club in Köln und war Mitglied der DFG-VK. Bekannt wurde er vor allem als Autor des 1972 erstmals erschienenen Handbuch für Kriegsdienstverweigerer, das bis 1991 zwölf Auflagen erlebte.
Winfried Schwamborn war als Fernsehjournalist beim WDR tätig, von 2001 bis 2016 war er Inhaber einer Fernsehproduktionsfirma in Köln.

## Publikationen
- (mit Thomas Schmitt): Wehrkunde. Militär in den Schulen. Köln: Pahl-Rugenstein 1972 (ISBN 3-7609-0071-2)
- Wehrgerechtigkeit als Ideologie, in: Blätter für deutsche und internationale Politik, 17. Jg. (1972), S. 91–99
- Handbuch für Kriegsdienstverweigerer. Kleine Bibliothek 18. Köln: Pahl-Rugenstein 1972 (12. Auflage 1991) (ISBN 3-89438-024-1)
- Schwarzbuch Kriegsdienstverweigerung. Ein Beitrag zum 25jährigen Bestehen des Grundgesetzes. Pahl-Rugenstein, Köln 1974, ISBN 3-7609-0149-7 (formal falsch) (zusammen mit Klaus Mannhardt).
- (mit Klaus Mannhardt): Zivildienst. Ein Handbuch. Köln: Pahl-Rugenstein 1977 (2. Auflage 1979) (ISBN 3-7609-0451-3)
- (als Herausgeber, mit Klaus Mannhardt):  Zivildienststories. Dortmund: Weltkreis-Verlag 1980 (ISBN 3-88142-232-3)
- (als Herausgeber): Schwulenbuch. Lieben, kämpfen, leben. Köln: Pahl-Rugenstein 1983 (ISBN 3-7609-0761-X)
- (mit Tim Lienhard): Begründungsbuch für Kriegsdienstverweigerer. Köln: Pahl-Rugenstein 1984 (ISBN 3-7609-0886-1)
- (mit Gero Gemballa): Ich denke immer an ein zweites Leben. Menschenbilder aus diesem Land. Reportagen. Köln: Pahl-Rugenstein 1986 (ISBN 3-7609-0980-9)

### Dokumentarfilme
- "Der sanfte Gang. Heinrich Böll in Mutlangen", Erstsendung auf WDR Fernsehen, 8. November 1983
- Die „neue Armut“ in Köln, Erstsendung auf WDR Fernsehen, 15. Januar 1985